# Hervé Tanquerelle
Hervé Tanquerelle, né le 9 août 1972 à Nantes, est un dessinateur de bandes dessinées.

## Biographie
Hervé Tanquerelle étudie à l’École Émile-Cohl de Lyon, où il a comme professeur Yves Got, dessinateur du Baron noir scénarisé par René Pétillon.
En 1998 sort son premier livre, La Ballade du Petit Pendu, chez l'Association. Il participe au recueil Comix 2000. Suit une collaboration avec Hubert sur la série Le Legs de l'Alchimiste dont il réalise les trois premiers tomes. Joann Sfar lui confie la partie graphique de la série Professeur Bell à partir du troisième album de la série jusqu'au cinquième .
Contributeur régulier dans le mensuel Capsule cosmique, il y crée le personnage de Tête Noire, petit catcheur mexicain qui se bat contre des monstres idiots. Shakabam est le premier album de la série Tête noire. Tanquerelle est un des dessinateurs réguliers de la série Lucha Libre (Les Humanoïdes Associés) dans lequel il dessine Melindez et les Luchadoritos, série de gags en une page sur scénario de Jerry Frissen. 
En 2009, il participe à Nous sommes Motörhead, un album collectif consacré au groupe de hard-rock Motörhead, paru chez Dargaud.
En 2012, Hervé Tanquerelle, épaulé par le scénariste David B., s'attaque à l'histoire du Gang des postiches avec la parution de l'album Les Faux Visages (Futuropolis) puis il fonde en 2013, avec Gwen de Bonneval, Brüno, Cyril Pedrosa et Fabien Vehlmann la revue de bande dessinée numérique Professeur Cyclope.
En 2017, il publie Groenland Vertigo aux éditions Casterman,, un récit retraçant avec des éléments fictionnels son voyage au Groenland en 2011 effectué avec une équipe de scientifiques et Jørn Riel, l'auteur des Racontars dont il a dessiné trois albums. L'album Groenland vertigo reçoit un accueil plutôt favorable dans les médias,, la plupart des critiques appréciant dans l'album un clin d'œil ou un hommage à Hergé ,.
En 2019 parait le one-shot Le Petit Livre French pop , avec Hervé Bourhis au scénario, puis dans la foulée, parait le premier tome de la série Le Dernier Atlas (Dupuis) dont il est le dessinateur. En compagnie de Gwen de Bonneval et Fabien Vehlmann (scénario), Fred Blanchard (design) et Laurence Croix (couleur), il est lauréat du meilleur album prix ActuSF de l'uchronie 2019 avec ce premier tome qui ouvre une série prévue sur 3 volumes. En 2020 paraît le volume 2 du Dernier Atlas et l'album figure dans la sélection pour le Festival d'Angoulême 2021.

## Ouvrages

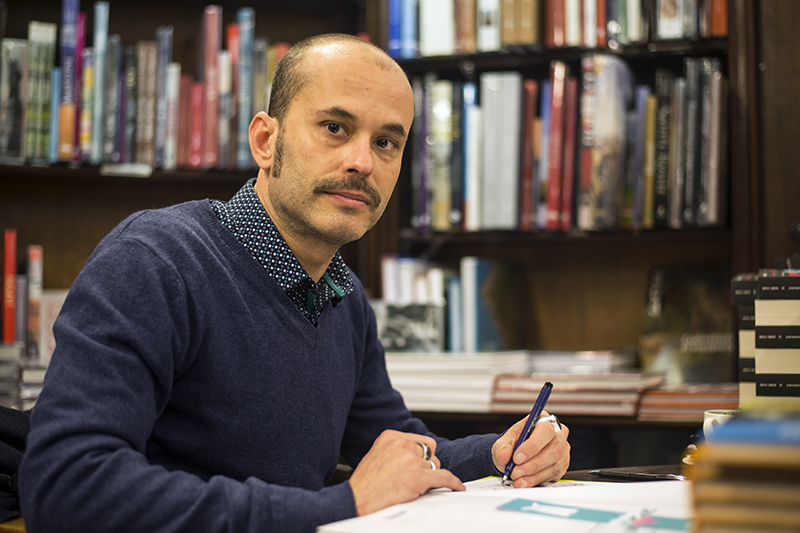
Hervé Tanquerelle en 2017.

- La Ballade du petit pendu, L'Association, collection Patte de mouche, 1998
Scénario et dessin : Hervé Tanquerelle - (ISBN 2-909020-92-4)
- Comix 2000, collectif, L'Association, 2000
Scénario et dessin : Hervé Tanquerelle - (ISBN 2-84414-022-X)
- Le Legs de l'alchimiste 1. Joachim Overbeck[21], Glénat, 2002
Scénario : Hubert - Dessin : Hervé Tanquerelle - Couleurs : Hubert - (ISBN 2-7234-3565-2)
- Professeur Bell 3. Le Cargo du Roi Singe, Delcourt, 2002
Scénario : Joann Sfar - Dessin : Hervé Tanquerelle - Couleurs : Brigitte Findakly - (ISBN 2-84055-752-5)
- Le Legs de l'alchimiste 2. Léonora von Stock, Glénat, 2003
Scénario et couleurs : Hubert - Dessin : Hervé Tanquerelle - (ISBN 2-7234-3953-4)
- Professeur Bell 4. Promenade des Anglaises, Delcourt, 2003
Scénario : Joann Sfar - Dessin : Hervé Tanquerelle - Couleurs : Walter - (ISBN 2-84789-187-0)
- Le Legs de l'alchimiste 3. Monsieur de St-Loup, Glénat, 2004
Scénario : Hubert - Dessin : Hervé Tanquerelle - Couleurs : Hubert - (ISBN 2-7234-4488-0)
- Tête Noire 1. Shakabam !, Milan Presse, 2005
Scénario et dessin : Hervé Tanquerelle - (ISBN 2-7459-1635-1)
- Professeur Bell 5. L'Irlande à bicyclette, Delcourt, 2006
Scénario : Joann Sfar - Dessin : Hervé Tanquerelle - Couleurs : Walter - (ISBN 2-7560-0013-2)
- Lucha Libre 1. Introducing The Luchadores Five, collectif, Humanoïdes Associés, 2006
Scénario : Jerry Frissen - Dessin : Hervé Tanquerelle - (ISBN 2-7316-1800-0)
- Lucha Libre 2. ¡Se Lama Tequila!, collectif, Humanoïdes Associés, 2006
Scénario : Jerry Frissen - Dessin : Hervé Tanquerelle - (ISBN 2-7316-1815-9)
- Tête Noire 2. Bouhouhou !, Treize Étrange, 2007
Scénario et dessin : Hervé Tanquerelle - (ISBN 2-7459-2212-2)
- Lucha Libre 3. Hele Mei Hoohiwahiwa : Les Tikitis, collectif, Humanoïdes Associés, 2007
Scénario : Jerry Frissen - Dessin : Hervé Tanquerelle - (ISBN 2-7316-1920-1)
- Lucha Libre 4. I Wanna Be Your Luchadorito, collectif, Humanoïdes Associés, 2007
Scénario : Jerry Frissen - Dessin : Hervé Tanquerelle - (ISBN 978-2-7316-1970-6)
- La Communauté tome 1, Futuropolis, 2008
Scénario : Yann Benoît - Dessin : Hervé Tanquerelle - (ISBN 978-2-7548-0161-4)
- La Vierge froide et autres racontars, Sarbacane, 2009
Scénario : Gwen de Bonneval, d'après Jørn Riel - Dessin : Hervé Tanquerelle - (ISBN 978-2-84865-325-9)
- La Communauté tome 2, Futuropolis, 2010
Scénario : Yann Benoît - Dessin : Hervé Tanquerelle - (ISBN 978-2-7548-0161-4)
- Le Roi Oscar et autres racontars, Sarbacane, 2013
Scénario : Gwen de Bonneval, d'après Jørn Riel - Dessin : Hervé Tanquerelle - (ISBN 978-2-84865-325-9)
- Les faux visages - Une vie imaginaire du Gang des Postiches, Futuropolis, 2012
Scénario : David B. - Dessin : Hervé Tanquerelle - (ISBN 2-909020-92-4)
- Un Petit Détour et autres racontars, Sarbacane, 2009
Scénario : Gwen de Bonneval, d'après Jørn Riel - Dessin : Hervé Tanquerelle - (ISBN 978-2-84865-325-9)
- Les Voleurs de Carthage 1. Le Serment du Tophet [22],[23], Dargaud, 2013
Scénario : Appollo - Dessin : Hervé Tanquerelle - Couleurs : Isabelle Merlet - (ISBN 978-2-205-07014-9)
- Les Voleurs de Carthage 2. La Nuit de Baal-moloch [24], [Dargaud, 2014
Scénario : Appollo - Dessin : Hervé Tanquerelle - Couleurs : Isabelle Merlet - (ISBN 978-2-205-07014-9)
- Groenland Vertigo, Casterman, 2017
Scénario et dessin : Hervé Tanquerelle - Couleurs : Isabelle Merlet - (ISBN 978-2-203-10394-8)
- Le petit livre French pop [15],[16], Dargaud, 2018
Scénario : Hervé Bourhis - Dessin : Hervé Tanquerelle - (ISBN 978-2-205-07862-6)
- Le Dernier Atlas (dessin), scénario de Gwen de Bonneval et Fabien Vehlmann, design de Fred Blanchard, couleurs de Laurence Croix, Dupuis

1. Tome 1, mars 2019 [17]
2. Tome 2, avril 2020
3. Tome 3, septembre 2021[25]

- Le Ministre et La Joconde, Casterman, 07/09/2022
Scénario : Hervé Bourhis et Franck Bourgeron - Dessin : Hervé Tanquerelle - Couleurs : Isabelle Merlet - (ISBN 9782203231627)

## Expositions
- 2013 : Exposition « Hervé Tanquerelle au pays des racontars », lors de l'édition 2013 du festival Quai des Bulles à Saint-Malo[26].
- 2016 : Exposition de planches originales à la médiathèque Georges-Perros de Douarnenez, du 2 novembre au 10 décembre 2016[27].